# 자살한 인물 목록
이 문서는 자살에 관한 인물(유명인) 목록이다.
바로가기:
ㄱ
ㄴ
ㄷ
ㄹ
ㅁ
ㅂ
ㅅ
ㅇ
ㅈ
ㅊ
ㅋ
ㅌ
ㅍ
ㅎ

## 일러두기
- 범례 : 소괄호 안에 사망년도를 표기한다.

## ㄱ
- 가네코 후미코(1926년)
- 가와바타 야스나리(1972년) - 일본의 소설가
- 가이 레벨(1981년) - 캐나다의 피겨스케이팅
- 가츠라 미키스케(2001년) - 일본의 만담가
- 가츠라 에자쿠(1999년) - 일본의 만담가
- 가토 젠파쿠(2007년) - 일본의 배우
- 강두리(2015년) - 대한민국의 배우
- 강훈(2017년) - 대한민국의 기업인
- 게리 스피드(2011년) - 웨일스의 축구감독
- 고노에 후미마로(1945년) - 일본의 정치인
- 고분 천황(672년)
- 고르디아누스 1세(238년)
- 고오리 다이스케(2010년) - 일본의 성우
- 고유민(2020년) - 대한민국의 배구선수
- 고이즈미 지카히코(1945년) - 일본의 정치인
- 고토 히로키(2015년) - 일본의 경마선수
- 고토우 히로키(2015년) - 일본의 경마선수
- 고현철(2015년) - 대한민국의 민주운동가
- 곽지균(2010년) - 대한민국의 영화감독
- 구하라(2019년) - 대한민국의 배우
- 구흥남(1966년) - 대한민국의 정치인
- 굴원(기원전 278년)
- 권동찬(1951년) - 대한민국의 군인
- 권용원(2019년) - 대한민국의 금융인
- 금 애종(1234년)
- 기 드보르(1994년) - 프랑스의 철학자
- 기무라 하나(2020년) - 일본의 프로레슬링 선수
- 김광재(2014년) - 대한민국의 공무원
- 김기설(1991년) - 대한민국의 민주운동가
- 김기홍(2021년) - 대한민국의 사회운동가
- 김규현(2021년) - 대한민국의 공무원
- 김다울(2009년) - 대한민국의 모델
- 김동철(1983년) - 대한민국의 야구선수
- 김석균(2009년) - 대한민국의 배우
- 김석진(1910년) - 한국의 독립운동가
- 김성민(2016년) - 대한민국의 배우
- 김성수(2013년) - 대한민국의 가수
- 김세진(1986년) - 대한민국의 학생운동가
- 김수진(2013년) - 대한민국의 배우
- 김영신(1986년) - 대한민국의 야구선수
- 김인곤(2004년) - 대한민국의 정치인, 교육가
- 김인혁(2022년) - 대한민국의 배구선수
- 김재윤(2021년) - 대한민국의 정치인
- 김종률(2013년) - 대한민국의 정치인
- 김종학(2013년) - 대한민국의 프로듀서
- 김지훈(2013년) - 대한민국의 가수
- 김하락(1896년)
- 그랜드 마스터 섹세이(2018년) - 미국의 프로레슬링선수
- 기 그영(1978년) - 미국의 배우

## ㄴ
- 나가타 히사야스(2009년) - 일본의 정치인
- 나구모 주이치(1944년) - 일본 제국의 군인
- 나데즈다 알릴루예바(1932년)
- 나마카 미노루(2011년) - 일본의 배우
- 나카가와 이치로(1983년) - 일본의 정치인
- 나카가와 쇼이치(2009년) - 일본의 정치인
- 나카노 세이고(1943년) - 일본의 정치인
- 나석주(1926년) - 한국의 독립운동가
- 나카지마 나오토시(2011년) - 일본의 기업인
- 나카토시 유키치(1962년) - 일본의 야구선수
- 난죠 아야(1999년) - 일본의 작가, 정신병동자
- 남상국(2004년) - 대한민국의 기업인
- 남윤정(2012년) - 대한민국의 배우
- 남형우(1943년) - 한국의 독립운동가
- 네코지루(1998년) - 일본의 만화가
- 네코지루(1998년) - 일본의 만화가
- 노무라 슈스케(1993년) - 일본의 사회운동가
- 노무현(2009년) - 대한민국의 정치인
- 노회찬(2018년) - 대한민국의 정치인
- 니시헤 스스무(2018년) - 일본의 평론가
- 니콜라 드 콩도르세 후작(1794년)
- 니콜라 르블랑(1806년) - 프랑스의 철학자
- 니콜라이 고골(1852년) - 러시아의 저술가

## ㄷ
- 데이나 플레이토(1999년) - 미국의 배우
- 다나카 미노루(2011년) - 일본의 방송인
- 다이라노 도키코(1185년)
- 다이지타오(1949년) - 중화민국의 군인
- 다자이 오사무(1948년) - 일본의 소설가
- 다카기 마사나리(1948년) - 일본제국의 곤충학자
- 다카노 히카루(2000년) - 일본의 야구선수
- 다케우치 유코(2020년) - 일본의 배우
- 다토파 티사 1세(652년)
- 다풀라 4세(940년)
- 대프니(2021년) - 미국의 프로레슬링선수
- 댄 화이트(1985년) - 미국의 군인, 정치인
- 데모스테네스(기원전 322년) - 그리스의 철학자
- 데이지 콜먼(2020년) - 미국의 활동가
- 데이비드 버먼(2019년) - 미국의 음악가, 만화가
- 데이비드 코레시(1993년) - 미국의 종교인
- 데이비드 포스터 월러스(2008년) - 미국의 소설가
- 데이아네이라(미상)
- 델 섀넌(1990년) - 미국의 싱어송라이터
- 도니 해서웨이(1979년) - 미국의 싱어송라이터
- 도요토미 히데요시(1598년)

## ㄹ
- 레오니트 셰바르신(2012년)
- 레프 시니렐만(1938년)
- 로버트 버드 드와이어(1987년) - 미국의 정치인
- 로버트 E. 하워드(1936년) - 미국의 작가
- 로베르트 엔케(2009년) - 독일의 축구선수
- 로스 알렉산더(1937년) - 미국의 배우
- 로이 부캐넌(1988년) - 미국의 기타리스트
- 로이 설리번(1983년)
- 루돌프 헤스(1987년) - 나치 독일의 정치인
- 리샤르트 시비예츠(1968년) - 소련의 수학자
- 리처드 브라우티건(1984년) - 미국의 작가
- 리처드 체이스(1980년) - 미국의 범죄인
- 리처드 판스워스(2000년) - 미국의 배우
- 리 콜린스(2021년) - 잉글랜드의 축구선수
- 릴라 알콘(2014년) - 미국의 트랜스젠터

## ㅁ
- 마고 헤밍웨이(1996년) - 미국의 모델
- 마고메 마사요시(2007년) - 일본의 범죄인
- 마광수(2017년) - 대한민국의 소설가
- 마그다 괴벨스(1945년) - 나치 독일 출신 요제프 괴벨스의 아내
- 마리아 라우니오(1911년) - 핀란드의 정치인
- 마리오 모니첼리(2010년) - 이탈리아의 영화감독
- 마빈 히메이어(2004년) - 미국의 범죄인
- 마쓰다이라 미쓰미치(1674년)
- 마쓰오카 도시카쓰(2007년) - 일본의 정치인
- 마츠시타 타다히로(2012년) - 일본의 정치인
- 마이크 어썸(2007년) - 미국의 프로레슬링선수
- 마츠이 수마코(1919년) - 일본의 배우
- 마키노 신이치(1939년) - 일본의 소설가
- 막시미아누스(310년)
- 막심 마르친케비치(2020년) - 러시아의 인터넷방송인
- 말릭 벤젤룰(2014년) - 스웨덴의 영화감독
- 맹방립(889년)
- 메리 리처드슨 케네디(2012년) - 미국의 건축가
- 모하메드 아타(2001년) - 미국의 테러리스트
- 문종(기원전 472년)
- 미시마 유키오(1970년) - 일본의 소설가, 정치가, 우익운동가
- 미야케 유키코(2020년) - 일본의 방송인, 정치인
- 미우라 하루마(2020년) - 일본의 배우
- 민디 매크리디(2013년) - 미국의 가수
- 민영학(1945년) - 한국의 독립운동가
- 민영환(1905년) - 조선과 대한제국의 탁지부
- 민치도(1921년) - 한국의 독립운동가
- 미야케 유키코(2020년) - 일본의 정치인
- 미와타 가스토시(1998년) - 일본의 야구선수

## ㅂ
- 박래진(1988년) - 대한민국의 민주운동가
- 박선영(1987년) - 대한민국의 학생운동가
- 박용오(2009년) - 대한민국의 기업인
- 박용하(2010년) - 대한민국의 배우
- 박원순(2020년) - 대한민국의 정치인
- 박재혁(1921년) - 한국의 독립운동가
- 박지선(2020년) - 대한민국의 코미디언
- 박태영(2004년) - 대한민국의 정치인
- 버드 드와이어(1987년) - 미국의 정치인
- 버지니아 울프(1941년) - 영국의 사회주의자
- 변창훈(2017년) - 대한민국의 법조인
- 변희수(2021년) - 대한민국의 군인, 성소수자
- 브래드 델프(2007년) - 미국의 가수, 작곡가
- 브리스 디제이 팬케이크(1978년) - 미국의 소설가

## ㅅ
- 사기사와 메구무(2004년) - 일본의 소설가
- 사도가와 준(2013년) - 일본의 만화가
- 사라 헤가지(2020년) - 일본의 성소수자
- 사마흔(기원전 204년)
- 사와다 타이지(2011년) - 일본의 가수
- 사조의(763년)
- 사쿠라다 마코토(2015년) - 일본의 정치인
- 산음공주(465년)
- 산티아고 가르시아(2021년) - 우루과이의 축구선수
- 삼손(미상)
- 상위보(2011년) - 중국의 배우
- 서일(1921년) - 한국의 독립운동가
- 서지원(1996년) - 대한민국의 가수
- 석현(미상)
- 설리(2019년) - 대한민국의 배우
- 성완종(2015년) - 대한민국의 기업인, 정치인
- 성재기(2013년) - 대한민국의 사회기관단체인, 성소수자
- 션 오헤어(2014년) - 미국의 프로레슬링선수
- 세고에 겐사쿠(1972년) - 일본의 바둑기사
- 세르게이 예세닌(1925년) - 소련의 작가
- 소용 정씨(1623년)
- 손문권(2012년) - 대한민국의 연출가
- 손양섭(1945년) - 한국의 독립운동가
- 손영(254년)
- 송유정(2021년) - 대한민국의 배우
- 송지선(2011년) - 대한민국의 방송인
- 숀 말론(2020년) - 미국의 가수
- 수샨트 싱 라즈풋(2020년) - 인도의 배우
- 스기야마 하지메(1945년) - 일본제국의 군인
- 스에 하루카타(1555년)
- 스탠 커쉬(2020년) - 미국의 영화배우
- 스테파니 애덤스(2018년) - 미국의 플레이보이
- 승평부부인(1506년)
- 시드 비셔스(1979년) - 미국의 음악가
- 시드 킹(1933년) - 잉글랜드의 축구 선수·감독
- 시마다 이사오(2020년) - 일본의 경마선수
- 시몬 배틀(2014년) - 미국의 가수
- 시미즈 도루(1947년) - 일본의 교육인
- 시바노 타이조우(2011년) - 일본의 음악평론가
- 신계관(1921년) - 한국의 독립운동가
- 신도반(미상)
- 신명균(1940년) - 한국의 독립운동가
- 신용욱(1961년) - 대한민국의 정치인
- 실비아 플라스(1963년) - 미국의 시인
- 실비오 호타(2020년) - 미국의 시나리오작가
- 심문화(478년)

## ㅇ
- 아돌프 히틀러(1945년) - 나치 독일의 총통
- 아르테미시아 1세(미상)
- 아리니 쇼케이(1998년) - 일본의 정치인
- 아리무라 지자에몬(1860년)
- 아마카스 마사히코(1945년)
- 아부 바크르 알바그다디(2019년) - 이라크의 이슬람주의자
- 아시나 세이(2020년) - 일본의 배우
- 아오야마 케이(2011년) - 일본의 만화가
- 아이다 아스카(2019년) - 일본의 AV 배우
- 아이리스 장(2004년) - 미국의 역사학자
- 아이리스짱(2004년)
- 아이아스(미상)
- 아이언(2021년) - 대한민국의 힙합가수
- 아치하 신스케(2007년) - 일본의 배우
- 아크타카와 류노스케(1927년) - 일본의 소설가
- 아트 어코드(1931년) - 미국의 배우
- 안도 리키치(1946년) - 일본 제국의 군인
- 안상영(2004년) - 대한민국의 정치인
- 안소진(2015년) - 대한민국의 가수
- 안재환(2008년) - 대한민국의 배우
- 안찬희(2019년) - 대한민국의 정치인
- 안토쿠 덴소(1185년)
- 안톤 아커만(1973년) - 동독의 정치인
- 안티고네(미상)
- 알렉 홀로커(2019년) - 캐나다의 게임개발자
- 알렉산더 매퀸(2010년) - 영국의 기업인, 패션디자이너
- 알렉산더 어툴라(2019년)
- 알렉산드르 바실라초프(1988년) - 소련의 음악가
- 알리 레자 팔라비(2011년)
- 알미르 카유 모프(2013년) - 러시아의 축구선수
- 압델 하킴 아메르(1967년) - 이집트의 군인
- 앙리 크리스토프(1820년)
- 애런 에르난데스(2017년) - 미국의 미식축구 선수, 범죄인
- 애비 호프먼(1989년) - 미국의 정치인
- 애슐리(2019년) - 미국의 프로레슬링선수
- 앤슨 존슨(1858년) - 아르헨티나의 정치인
- 앨런 듀링(1954년) 영국의 레슬링
- 야마구치 오토야(1960년) - 일본의 범죄인
- 야마모토 마스미(2010년) - 일본의 방송인
- 양산숙(1593년)
- 어거스트 에임스(2017년) - 캐나다의 배우
- 어니스트 헤밍웨이(1961년)
- 에두 아르트 바그너(1944년) - 나치 독일의 군인
- 에드워드 찰스 커비(1883년)
- 에드윈 자 팔라비(2011년)
- 에드윈 하워드 암스트롱(1954년) - 미국의 발명가
- 에디 그레이엄(1965년) - 미국의 프로레슬링 선수
- 에디 그레이엄(1985년) - 미국의 프로레슬링선수
- 에런 스워츠(2013년) - 미국의 컴퓨터 프로그래머
- 에르빈 좀 멜(1944년) - 나치 독일의 군인
- 에른스 트우데트(1941년) - 나치 독일의 군인
- 에른스트 톨러(1939년)
- 에바 브라운(1945년) - 나치 독일의 아돌프 히틀러 영부인
- 에블린 맥헤일(1947년)
- 에우겐 샤우만(1904년) - 핀란드의 민족주의자
- 엔도 야스코(1984년) - 일본의 가수
- 엔도우 야스코(1986년) - 일본의 가수, 모델
- 엘리엇 스미스(1994년) - 미국의 가수
- 여재구(2007년) - 대한민국의 배우
- 예카테리나 알렉산드롭스카야(2020년) - 러시아 출신 호주의 피겨스케이트선수
- 염길정(1996년) - 대한민국의 정치인
- 오스발도 도르티코스 토라도(1983년) - 쿠바의 정치인
- 오인혜(2020년) - 대한민국의 배우
- 오카다 유키코(1986년) - 일본의 가수
- 오쿠야마 츠이시(2011년) - 일본의 방송인
- 오키 마사야(1982년) - 일본의 배우
- 오키타 히로유키(1998년) - 일본의 배우
- 와다 츠루오(1973년) - 일본의 정치인
- 왕촉(미상)
- 요시카와 토오루(2015년) - 일본의 뮤지컬 연출가
- 요제프 괴벨스(1945년) - 나치 독일의 각료
- 요코야마 야스타케(1870년)
- 요쿠야마 에이시(2011년) - 일본의 방송인
- 우가키 마토메(1945년) 일본 제국의 군인
- 우리엄스 쇼케이
- 우범곤(1982년) - 대한민국의 경찰공무원, 범죄인
- 우봉식(2014년) - 대한민국의 배우
- 우에하라 미유(2011년) - 일보의 가수
- 우종완(2012년) - 대한민국의 디자이너
- 우혜미(2019년) - 대한민국의 가수
- 월리스 캐러더스(1937년) - 미국의 화학자
- 윌리엄스 마르티네스(2021년) - 우루과이의 축구선수
- 위리외 매켈린(1923년) - 핀란드의 정치인
- 유거(미상)
- 유건(기원전 121년)
- 유관(기원전 87년)
- 유니(2007년) - 대한민국의 가수
- 유립(3년)
- 유무(기원전 154년)
- 유벽광(기원전 154년)
- 유사(기원전 122년)
- 유성원(1456년)
- 유수(기원전 154년)
- 유심(263년)
- 유연수(기원전 69년)
- 유영(기원전 148년)
- 유웅거(기원전 154년)
- 유정국(기원전 128년)
- 유중희(1937년)
- 유태흥(2005년) - 대한민국의 법조인
- 유한기(2021년) - 대한민국의 건축가
- 유현(기원전 154년)
- 유흠(23년)
- 유흥거(기원전 177년)
- 육우당(2003년) - 대한민국의 성소수자, 사회운동가
- 윤심덕(1926년) - 일제 강점기의 성악가, 가수, 배우
- 응우옌푹홍바오(1854년)
- 이강석(1960년) - 대한민국의 이기봉의 자녀
- 이경환(2012년) - 대한민국의 축구선수
- 이광(기원전 119년)
- 이기(338년)
- 이기봉(1960년) - 대한민국의 정치인
- 이광영(2021년) - 대한민국의 광주 민주화 운동 부상 당한 피해자
- 이노쿠마 이사오(2001년) - 일본의 유도선수, 사업가
- 이누마 루린(1998년) - 일본의 만화가
- 이라부 히데키(2011년) - 일본의 야구선수
- 이범진(1911년)
- 이복남(1597년)
- 이선장(1390년)
- 이수철(2011년) - 대한민국의 축구감독
- 이스마엘 오마르 모스테파이(2015년) - 프랑스의 이슬람 극단주의자
- 이시하라 신지(2018년) - 일본의 작가
- 이언 커티스(1980년) - 영국의 싱어송라이터
- 이여백(1620년)
- 이예람(2021년) - 대한민국의 군인
- 이와부치 구마지로(1926년) - 일본의 범죄인
- 이윤형(2005년) - 대한민국의 기업인, 이건희의 삼녀
- 이은주(2005년) - 대한민국의 배우
- 이인원(2016년) - 대한민국의 기업인
- 이장희(1929년) - 일제강점기의 시인
- 이재수(2018년) - 대한민국의 군인
- 이재학(2020년) - 대한민국의 프로듀서, 작가
- 이재호(1986년) - 대한민국의 노동운동가
- 이주조(533년)
- 이준원(2004년) - 대한민국의 기업인
- 이즈라엘 키즈(2012년) - 미국의 범죄인
- 이지마 아이(2008년) - 일본의 AV배우
- 이치고 밀크(2012년) - 일본의 AV배우
- 이타미 주조(1997년) - 일본의 영화감독, 삽화가
- 이토 쿄코(1999년) - 일본의 배우
- 이토 타카히로(2009년) - 일본의 배우
- 이한빛(2016년) - 대한민국의 방송 프로듀서
- 이호성(2008년) - 대한민국의 야구선수
- 인성군(1628년)
- 인회황후(1128년)
- 잉고 슈비텐 베르크(1995년) - 독일의 드러머

## ㅈ
- 잔 에뷔테른(1920년) - 프랑스의 화가
- 장 외스타슈(1981년) - 프랑스의 영화감독
- 장신(1637년)
- 장자연(2009년) - 대한민국의 배우
- 장철부(1950년) - 대한민국의 군인
- 장초(1195년)
- 장탕(기원전 116년)
- 장한(기원전 204년)
- 잼미(2022년) - 대한민국의 트위치 스트리머, 유튜버
- 전미선(2019년) - 대한민국의 배우
- 전태수(2018년) - 대한민국의 배우
- 전태일(1970년) - 대한민국의 노동운동가
- 전형준(2014년) - 대한민국의 공무원
- 전혜린(1965년) - 대한민국의 수필가
- 정남규(2009년) - 대한민국의 범죄인
- 정다빈(2007년) - 대한민국의 배우
- 정두언(2019년) - 대한민국의 정치인
- 정명현(2011년) - 대한민국의 배우
- 정몽우(1990년) - 대한민국의 기업인
- 정몽헌(2003년) - 대한민국의 기업인
- 정민형(2012년) - 대한민국의 축구선수
- 정영수(2021년) - 대한민국의 기초의원
- 정원(2017년) - 대한민국의 승려, 진보주의가
- 정장식(2016년) - 대한민국의 공무원, 정치인
- 제갈첨(263년)
- 제러마이아 클라크(1707년)
- 제러미 마이클 보더(1996년) - 미국의 군인
- 제시 리버모어(1940년) - 미국의 투자가
- 제이윤(2021년) - 대한민국의 가수
- 제임스 팁 트리 주니어(1987년) - 미국의 작가
- 제프리 엡스타인(2019년) - 미국의 금융가
- 조구(기원전 204년)
- 조금산(2017년) - 대한민국의 코미디언
- 조민기(2018년) - 대한민국의 배우
- 조성만(1988년) - 대한민국의 통일운동가
- 조성민(2013년) - 대한민국의 야구선수
- 조소앙(1958년) - 대한민국의 정치인, 교육자
- 조승희(2007년) - 재미동포 테러리스트, 범죄자
- 조지 이스트만(1932년) - 미국의 사진가
- 조지 프라이스(1975년) - 미국의 생물학자
- 조진래(2019년) - 대한민국의 정치인
- 중광제(1414년)
- 즈비아드 감사후르디아(1993년) - 소련의 정치인, 과학자
- 즈쇼 히로사토(1849년)
- 지므리(기원전 884년)
- 지아 알레만드(2013년) - 미국의 배우, 모델
- 지아 칸(2013년) - 인도의 배우
- 진성일(1986년) - 대한민국의 민주운동가
- 진워렌버핏(2020년) - 대한민국의 인터넷방송인
- 질 들뢰즈(1995년) - 프랑스의 철학자
- 짐 존스(1978년) - 미국의 교주, 범죄인

## ㅊ
- 차인하(2019년) - 대한민국의 가수
- 차종복(2017년) - 대한민국의 축구인
- 찰리 해거(2020년) - 미국의 야구선수
- 체스터 베닝턴(2017년) - 미국의 싱어송라이터
- 채동하(2011년) - 대한민국의 가수
- 천세기(1965년) - 대한민국의 정치인
- 체슬리 크리스트(2022년) - 미국의 법조인, 미스USA(2019) 우승자
- 초 영왕(기원전 529년)
- 최두영(2015년) - 대한민국의 공무원
- 최진실(2008년) - 대한민국의 배우
- 최윤희(2010년) - 대한민국의 작가, 행복전도사
- 최진영(2010년) - 대한민국의 배우
- 츠노 마이시(2020년) - 일본의 가수
- 츠카고시 다카시(2013년) - 일본의 아나운서

## ㅋ
- 카세 쿠니히코(2015년) - 일본의 작곡가
- 카스파르 하우저(1833년)
- 카와다 아코(2008년) - 일본의 방송인
- 카와이 카즈미(1995년) - 일본의 배우
- 칸다 사야카(2021년) - 일본의 배우
- 카토 카즈히코(2009년) - 일본의 작곡가
- 커트 코베인(1994년) - 미국의 음악가
- 캐럴라인 플랙(2020년) - 잉글랜드의 사회자
- 케리 폰 에릭(1993년 - 미국의 프로레슬링선수
- 코다카 히로시(2015년) - 일본의 경륜선수
- 코치시 샨도르(1979년) - 헝가리의 축구선수
- 쾨니그 데네시(1944년) - 헝가리의 수학자
- 쿠보데라 아키라(2020년) - 일본의 배우
- 크래쉬 할리(2003년) - 미국의 프로레슬링 선수
- 크리스 코넬(2017년) - 미국의 기타리스트
- 크리스 벤와(2007년) - 캐나다의 프로레슬링 선수
- 크리스틴 처벅(1973년) - 미국의 아나운서
- 클라라 브랜딕(1962년) - 미국의 배우
- 클레멘스 폰 피르케(1929년) - 오스트리아의 의사
- 키지토 미히고(2020년) - 르완다의 가수, 작곡가

## ㅌ
- 타니 테츠지로(2011년) - 일본의 기업인
- 타라타 샤이엔 브란드(1995년)
- 타미야 지로(1978년) - 일본의 배우
- 타카노 초에이(1850년)
- 타카노 히나(2020년) - 일본의 가수
- 타카다 마리(2006년) - 일본의 가수
- 타키모토 켄지(2021년) - 일본의 기업인
- 테라 레이(2016년) - 미국의 포르노배우
- 토미나가 미사코(1975년) - 일본의 배우
- 트래비스 존 풀턴(2021년) - 미국의 격투기선수

## ㅍ
- 판윈뤄(2020년) - 중국의 바둑기사
- 판타인잔(1867년)
- 퍼시 윌리엄스(1982년) - 캐나다의 육상선수
- 폐후 곽씨(기원전 54년)
- 폴 밋키(2005년) - 일본의 배우
- 프랜세스카 우드먼(1958년) - 미국의 사진가

## ㅎ
- 하기하라 신이치로(2017년) - 일본의 시인
- 하마자키 마리아(2020년) - 일본의 배우
- 하세 아리히로(1996년) - 일본의 성우
- 하옹(192년)
- 하워드 암스트롱(1954년) - 미국의 발명가
- 하일성(2016년) - 대한민국의 야구해설가
- 하코다 로쿠스케(1988년) - 일본의 자유운동가
- 하타나카 겐지(1945년) - 일본 제국의 군인
- 하타케야마 바쿠(1978년) - 일본의 배우
- 한나(2014년) - 대한민국의 가수
- 한동수(2020년) - 대한민국의 정치인
- 한스 예쇼네크(1943년) - 나치 독일의 군인
- 한스 피셔(1945년) - 독일의 유기화학자
- 한안치(1416년)
- 한언(미상)
- 해명(9년)
- 허세욱(2010년) - 대한민국의 시민운동가
- 허완(1037년)
- 헤르만 괴링(1946년) - 나치 독일의 정치인
- 호리구치 아야코(1995년) - 일본의 가수
- 호조 다카토키(1326년)
- 홍만식(1905년) - 애국지사
- 화순옹주(1758년)
- 화예부인(미상)
- 황병승(2019년) - 대한민국의 시인
- 황현(1910년) - 한국의 독립운동가
- 효소태후(기원전 87년)
- 효철의황후(1875년)
- 효평황후(23년)
- 후루오야 마사토(2003년) - 일본의 배우
- 후막진숭(503년)
- 후지 케이코(2013년 - 일본의 트로트가수
- 후지키 타카시(2020년) - 일본의 배우
- 휴이 갤러처(1957년) - 잉글랜드의 축구선수
- 히다카 토미아키(1986년) - 일본의 가수
- 히라노 요코(2010년) - 일본의 소설가

## 같이 보기
- 자살